# Cook Islands Round Cup
Il Cook Islands Round Cup è la massima competizione calcistica delle Isole Cook.

## Cook Islands Round Cup - Squadre 2016
| Squadra         | Isola     | Distretto  | Tapere    |
| --------------- | --------- | ---------- | --------- |
| Arorangi        | Rarotonga | Arorangi   | -         |
| Avatiu          | Rarotonga | Avarua     | Avatiu    |
| Matavera        | Rarotonga | Matavera   | Matavera  |
| Nikao Sokattack | Rarotonga | Avarua     | Nikao     |
| Takuvaine       | Rarotonga | Avarua     | Takuvaine |
| Titikaveka      | Rarotonga | Titikaveka | -         |
| Tupapa          | Rarotonga | Avarua     | Tupapa    |

## Albo d'oro
- 1950:  Titikaveka
- 1951–70: Sconosciuto
- 1971:  Titikaveka
- 1972:  Titikaveka
- 1973:  Titikaveka
- 1974:  Titikaveka
- 1975:  Titikaveka
- 1976:  Titikaveka
- 1977:  Titikaveka
- 1978:  Titikaveka
- 1979:  Titikaveka
- 1980:  Avatiu
- 1981:  Titikaveka
- 1982:  Titikaveka
- 1983:  Titikaveka
- 1984:  Titikaveka
- 1985:  Arorangi
- 1986: Sconosciuto
- 1987:  Arorangi
- 1988: Sconosciuto
- 1989: Sconosciuto
- 1990: Sconosciuto
- 1991:  Avatiu
- 1992:  Tupapa
- 1993:  Tupapa

- 1994:  Avatiu
- 1995:  PTC Coconuts
- 1996:  Avatiu
- 1997:  Avatiu
- 1998:  Tupapa
- 1999:  Avatiu
- 2000:  Nikao Sokattack
- 2001:  Tupapa
- 2002:  Tupapa
- 2003:  Tupapa
- 2004:  Nikao Sokattack
- 2005:  Nikao Sokattack
- 2006:  Nikao Sokattack
- 2007:  Tupapa
- 2008:  Nikao Sokattack
- 2009:  Nikao Sokattack
- 2010:  Tupapa
- 2011:  Tupapa
- 2012:  Tupapa
- 2013:  Puaikura
- 2014:  Tupapa
- 2015:  Tupapa
- 2016:  Puaikura
- 2017:  Tupapa
- 2018:  Tupapa

- 2019:  Tupapa
- 2020:  Tupapa
- 2021:  Nikao Sokattack
- 2022:  Tupapa
- 2023:  Tupapa
- 2024:  Tupapa

## Vincitori
| Club                 | Titoli | Stagioni |
| -------------------- | ------ | --- |
| Tupapa               | 19     | 1992, 1993, 1998, 2001, 2002, 2003, 2007, 2010, 2011, 2012, 2014, 2015, 2017, 2018, 2019, 2020, 2022, 2023, 2024 |
| Titikaveka           | 14     | 1950, 1971, 1972, 1973, 1974, 1975, 1976, 1977, 1978, 1979, 1981, 1982, 1983, 1984                               |
| Nikao Sokattack      | 7      | 2000, 2004, 2005, 2006, 2008, 2009, 2021                                                                         |
| Avatiu               | 6      | 1980, 1991, 1994, 1996, 1997, 1999                                                                               |
| Puaikura ( Arorangi) | 4      | 1985, 1987, 2013, 2016                                                                                           |
| PTC Coconuts         | 1      | 1995 |